# Społeczność lecznicza
Społeczność lecznicza (także: społeczność terapeutyczna) – umiejscowiona forma organizacji środowiska społecznego, w którym osoba z dysfunkcjami zdrowia psychicznego znajduje się w warunkach, które ochraniają ją w różnym stopniu przed skutkami choroby, a także wspomagają proces leczniczy.
Udział w społeczności leczniczej korzystny jest dla osób, których pozostawanie w środowisku zamieszkania mogłoby skutkować negatywnymi konsekwencjami lub dla tych, których dalsze przebywanie w tradycyjnych placówkach leczenia psychiatrycznego mogłoby skończyć się pogorszeniem jakości życia. Oprócz ochrony mieszkańca zadaniem społeczności leczniczej jest też pomoc w polepszeniu stanu zdrowia, stabilizowanie psychiki oraz wspomaganie w zapanowaniu nad objawami choroby. 
Uczestnik społeczności doświadcza w niej procesów aktywizacyjnych, przygotowujących go do uczestnictwa w realnym życiu. Społeczność wysyła do poszczególnych mieszkańców impulsy, będące zaczynem do działań poszerzających u mieszkańców kompetencje mimo istniejących deficytów sprawności psychicznej. Mieszkaniec jest zachęcany i motywowany do aktywności, brania odpowiedzialności i decydowania o swoim losie. Preferuje się tu przekazywanie pełnych danych o stanie zdrowotnym podopiecznego, co odróżnia ten model od tradycyjnego leczenia psychiatrycznego, w którym limituje się dostęp do szczegółowych danych medycznych. Członkowie społeczności na bieżąco przyglądają się zarówno współtowarzyszom, jak i personelowi pomagającemu. Uczy to zachowań modelowych, pożądanych w codziennym funkcjonowaniu. W społeczności kładzie się nacisk na analizowanie reguł, a nawet poddawaniu ich krytyce i proponowaniu zmian w interesie jednostek, czy całej grupy. W toku takich działań na pierwsze miejsce wysuwa się jednostka ze swoimi ograniczeniami, a zestaw teoretycznych reguł jest tylko dla niej tłem. Społeczność prowadzi ponadto regularną refleksję nad aspektami trudnymi lub  niemożliwymi do rozwiązania w jej obrębie. Elementy te ulegają ewaluacji i niektóre z nich z czasem stają się możliwe do rozwiązania. 
Społeczność lecznicza jest grupą zorientowaną na zasoby uczestników, ich potencjał i umiejętności (bez centralnego akcentowania choroby). Jest strukturą elastyczną, dostosowującą się do stanu pacjentów, otwartą na nowe idee, gdzie stosunek do mieszkańca jest nacechowany akceptacją, respektowaniem praw ludzi i ich subiektywnych wartości. Uczestnicy mają możliwości współdecydowania o codzienności grupy, a opiekunowie są motywowani do wchodzenia w interakcje z podopiecznymi. Społeczność wspomaga i promuje samodzielność i odpowiedzialność. 
Odmianą społeczności leczniczej jest soteria, Synanon lub dom ucieczki.